# Gasterophilus ternicinctus
Gasterophilus ternicinctus är en tvåvingeart som beskrevs av Gedoelst 1912. Gasterophilus ternicinctus ingår i släktet Gasterophilus och familjen styngflugor. Inga underarter finns listade i Catalogue of Life.